# Figaro qua, Figaro là
Pour plus de détails, voir Fiche technique et Distribution.
Figaro qua, Figaro là (litt. « Figaro-ci, Figaro-là ») est une comédie italienne de Carlo Ludovico Bragaglia sortie en 1950. Il s'agit d'une adaptation de la pièce Le Barbier de Séville de Beaumarchais.

## Synopsis
Le film se déroule au XVIIIe siècle. Le protagoniste est Figaro, le barbier de Séville, qui risque d'être arrêté parce qu'il ouvre sa boutique le dimanche, ce qui est interdit. Figaro est l'ami d'un noble qui est tombé amoureux de Rosine, son amie et fille du gouverneur. Mais le père de Rosine ne consent pas à leur mariage. Un jour, Rosine, par l'intermédiaire de sa servante Colombe, annonce au comte qu'elle passera une nuit à l'auberge des Quatre Taureaux. Le comte et Figaro se rendent à l'auberge avec un ami avant d'arriver à Rosine et à sa cour.
Leur plan est de remplacer l'hôte, de se faire passer pour les propriétaires de l'auberge et d'enlever Rosine. Malheureusement, tout ne se passe pas comme prévu. Pedro, un dangereux bandit, apprend que Rosine et sa cour doivent rester à l'auberge cette nuit-là et ses hommes encerclent l'auberge : ils capturent Figaro, le comte et son ami. Rosine arrive enfin et constate avec déception que son bien-aimé n'est pas là. Figaro, cependant, a une idée : il écrit un mot pour lui dire que l'homme au chapeau blanc est Pedro. Malheureusement, à ce moment-là, des soldats capturent Figaro et Pedro, et cessent de croire qu'il s'agit de Pedro, ce qui fait échouer le plan. Figaro est condamné à mort par un peloton d'exécution, mais il finit par s'échapper avec l'aide du comte. Finalement, après de nombreux rebondissements, le comte épouse Rosine et Figaro va vivre avec eux.

## Fiche technique
- Titre italien : Figaro qua, Figaro là[1]
- Réalisation : Carlo Ludovico Bragaglia
- Scénario : Vittorio Metz, Marcello Marchesi, Age-Scarpelli
- Photographie : Mario Albertelli (it)
- Montage : Renato Cinquini (it)
- Musique : Gioachino Rossini adapté par Pippo Barzizza
- Décors : Alberto Boccianti (it)
- Costumes : Maria De Matteis
- Maquillage : Giuliano Laurenti (it)
- Sociétés de production : Golden Film
- Pays de production :  Italie
- Langue originale : italien
- Format : Noir et blanc - 1,37:1 - Son mono - 35 mm
- Durée : 83 minutes
- Genre : comédie
- Dates de sortie : 
  - Italie : 12 octobre 1950

## Distribution
- Totò : Figaro
- Isa Barzizza : Rosine
- Gianni Agus : le comte d'Almaviva
- Guglielmo Barnabò : le gouverneur, don Bartolo
- Renato Rascel : Don Alonzo
- Franca Marzi : Consuelo
- Luigi Pavese : Pedro, le bandit
- Jole Fierro : Colomba
- Pietro Tordi : Fiorello
- Ugo Sasso : Hurtado, un bandit
- Mario Siletti : le président du tribunal
- Mario Castellani : l'acteur
- Flora Torrigiani : la danseuse
- Ciro Berardi : Alvarez, l'aubergiste
- Giulio Battiferri : le sergent des gendarmes
- Eugenio Galadini : Don Basilio
- Mario Meniconi : Mendoza
- Franca Tamantini : la dame à la perruque
- Giulio Calì : l'assistant barbier
- Rita Andreana : la couturière
- Armando Annuale : l'éleveur de puces
- Carlo Mazzarella : le présentateur au théâtre
- Nino Marchesini : le commandant du peloton d'exécution
- Amalia Pellegrini : la costumière des théâtres
- Sophia Loren (sous son vrai nom de « Sofia Lazzaro ») : une spectatrice de la pièce
- Anna Di Lorenzo : une autre spectatrice de la pièce
- Aldo Bettoni
- Nuto Navarrini
- Leonardo Bragaglia

## Production
Le film est tourné dans les studios Scalera à Rome.